# Gelanor proximus
Gelanor proximus är en spindelart som beskrevs av Cândido Firmino de Mello-Leitão 1929. 
Gelanor proximus ingår i släktet Gelanor och familjen kaparspindlar. Inga underarter finns listade i Catalogue of Life.